# Jesper Kokkonen
Jesper Aron Kokkonen, född 26 februari 1993 i Stockholm, är en finländsk-svensk professionell ishockeyspelare (vänsterforward) som spelar för Vimmerby Hockey i Hockeyallsvenskan.